# James Aguer Alic
James Aguer Alic (* um 1970 westlich von Uwail in Südsudan) ist Leiter des Dinka-Komitees (Dinka Comitee), das sich für die Beendigung der Sklaverei im Sudan und die Befreiung von Sklaven einsetzt. Er ist Angehöriger des Volkes der Dinka, Träger des World's Children's Prize for the Rights of the Child 2003 und des Anti-Slavery Award 2006.

## Biographie
Im Alter von 20 Jahren erlebte James Aguer Alic einen Überfall auf sein Dorf im Rahmen des Sezessionskrieges im Südsudan mit, bei dem Milizionäre aus dem Nordsudan Kinder in die Sklaverei verschleppten und seine Mutter töteten, die sich weigerte, ihnen ihre jüngste Tochter zu überlassen. Nach diesem Ereignis floh er mit seinen Geschwistern über Waw in ein Flüchtlingslager in Khartum.
Dort beschloss er, sich für die Befreiung der Versklavten einzusetzen, die sich in der Gewalt „arabischer“ Sklavenhalter in Nordsudan befanden. Getarnt als Araber reiste er durch Darfur und Kurdufan, um die Freilassung von Sklaven zu erwirken. Hierbei wurde er von manchen lokalen Führern und Sultanen unterstützt, von anderen hingegen bedroht. Bis 2003 war er 33-mal verhaftet worden. Zwei seiner Kollegen wurden bei dem Versuch, Sklaven zu befreien, getötet.
Bis zum selben Jahr hatte er schätzungsweise 2.200 Kinder befreit, die Zahl der weiterhin Versklavten schätzt er auf 15.000 bis 17.000. Hiervon gehören die meisten wie er den Dinka an.
James Aguer Alic und seine Mitstreiter sind Mitglieder des „Komitees zur Abschaffung der Entführung von Frauen und Kindern“ (CEAWC), das 1999 von der sudanesischen Regierung gegründet worden war, um dem Vorwurf der Untätigkeit gegenüber der Sklaverei zu entgehen.